# Selfranga

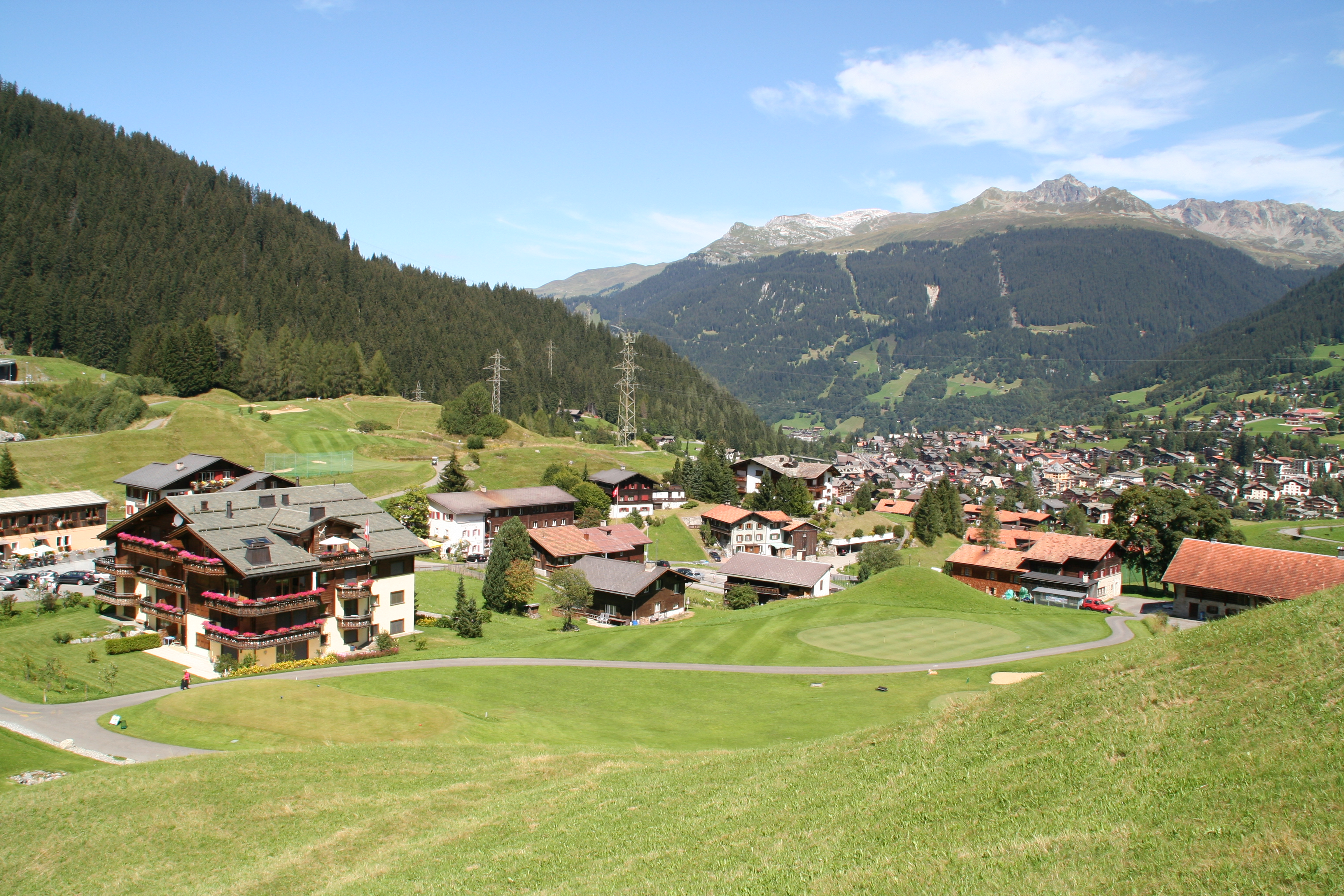
Selfranga

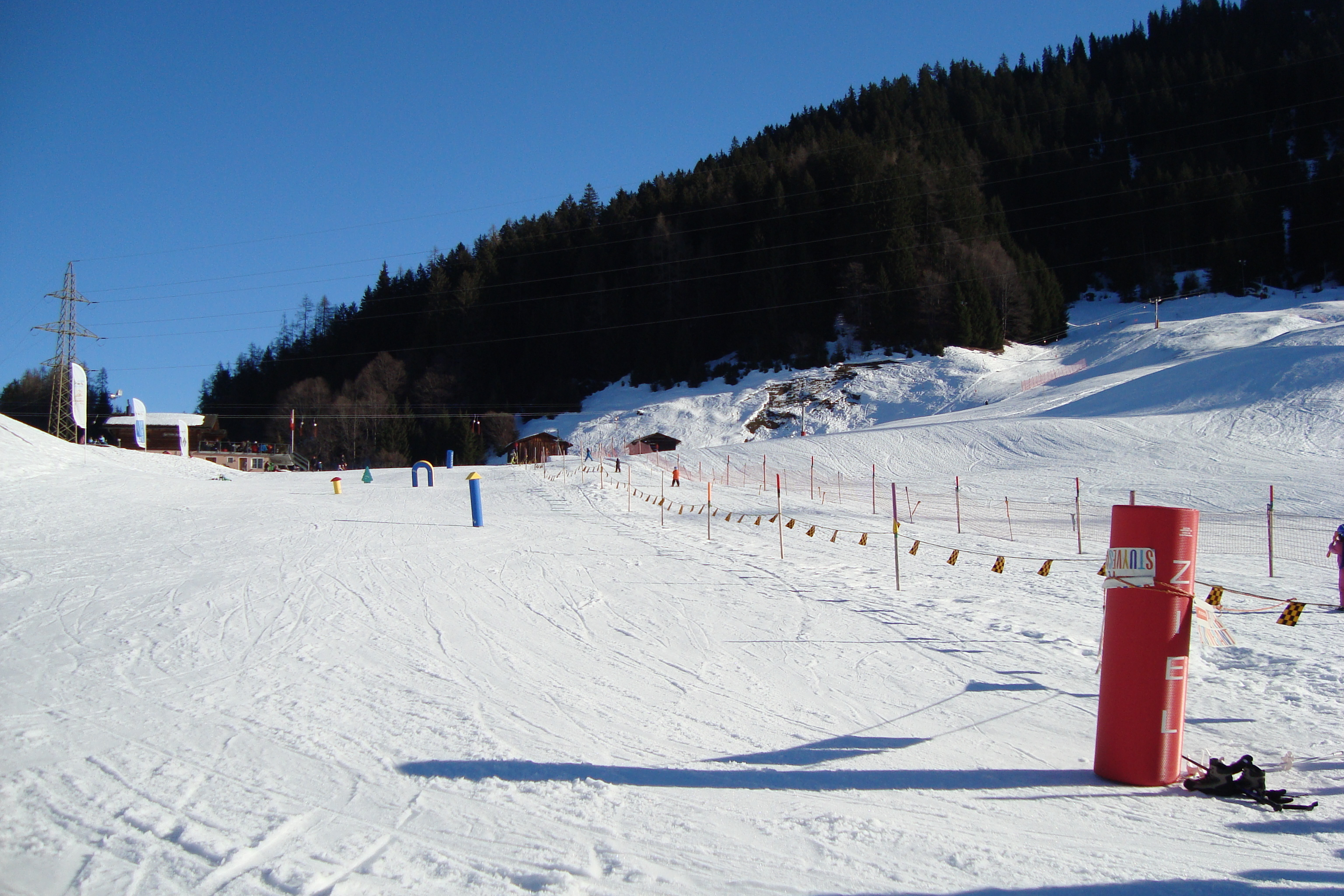
Selfrangalift

Selfranga ist eine Fraktion der Gemeinde Klosters im Kanton Graubünden in der Schweiz. Selfranga besteht aus  den Flurnamen Maiensäss, Oberselfranga, Läusüggen, Mälcheti, Rufena und Egga und war ursprünglich eine Arbeitersiedlung.
Selfranga ist geprägt von einigen erhaltenen alten Holzhäusern sowie vielen neuen Wohn- und Ferien- respektive Wochenendhäusern.

## Verkehr
Klosters-Selfranga ist Auto-Verladestation am Nordportal des Vereinatunnels der Rhätischen Bahn. Selfranga ist ab Bahnhof Klosters Platz mit dem Ortsbus Nr. 234 erreichbar. Die End-Haltestelle Oberselfranga ist Zugang zum Golfplatz im Sommer und Skilift im Winter.

## Freizeitangebote
Sommersport
Im Jahre  2004 erhielt Klosters auf Oberselfranga einen Golfplatz. Er erfordert vor allem Präzision im Kurzspiel. Dank dem coupierten Gelände ist jedes Loch wie für sich allein gelegen. Auf der ganzen Runde gibt es nur gerade zwei Abschläge, die bergwärts verlaufen, dafür viele Abschläge in die Tiefe.
Wintersport
Im Winter stehen zwei Skilifte, ein Bügellift und ein Pony-Lift zur Verfügung. Der Selfrangalift ist insofern bemerkenswert, als er nach dem Bolgen-Lift in Davos 1936 als weltweit zweiter Schleppskilift gebaut wurde. Der heutige Bügellift ist neueren Datums. Auf dem oberen Geländeteil des heutigen Skiliftes wurde früher eine semiprofessionelle Skisprungschanze betrieben. Der K-Punkt lag bei 50 Metern, der Schanzentisch war gemauert. Es wurden regelmässig Wettkämpfe ausgetragen. In der ehemaligen Auslaufzone der Schanze, etwa in der Mitte des Bügelskiliftes befindet sich die Teehütte Selfranga, ein kleines, rustikales Restaurant mit Sonnenterrasse.
Eine zweite Skisprungschanze befand sich unterhalb des Aussichtspunktes Graggenegg mit Auslaufzone in der Stütz im Bereich der Zufahrtsstrasse nach Selfranga.
Wellness
In der Vergangenheit gab es am Mönchalpbach nach Klosters-Brücke, ausgangs des Schluchtweges rechts einen Ort mit dem Flurnamen «Im Bad». Es handelte sich um eine Heilquelle, die lange als Badebetrieb genutzt wurde. Die Informationen hierzu sind sehr unvollständig. Das ganze Gelände wurde beim Bau der Umfahrung Klosters und für den Vereinatunnel aufgeschüttet.